# Peter Ferraro
Peter Ferraro, född 24 januari 1973, är en amerikansk före detta professionell ishockeyspelare (högerforward). Han är tvillingbror med Chris Ferraro.